# Chrysolina coerulans
Espèce
Chrysolina coerulans, la chrysomèle bleuâtre, est une espèce d'insectes coléoptères de la famille des Chrysomelidae.

## Description
Taille 6 à 9 mm de long. Couleur variable souvent bleutée ou noirâtre à reflets métalliques. Corps trapu et tête enfoncée sous le corselet.

## Distribution
Europe : de la France, Belgique, Hollande à la Roumanie et à l'Ukraine (absent des îles Britanniques, des régions nordiques et méditerranéennes).

## Habitat
Milieux humides près des cours d'eau et sur les collines.

## Biologie
Phytophage, aussi bien l'adulte que la larve.

## Systématique
La position de ce taxon est sujette à discussion : selon Fauna Europaea Chrysolina coerulans appartient au sous-genre Synerga ; uBio place l'espèce dans le sous-genre Menthastriella, identifié par le premier en tant que synonyme de Synerga.
Toutefois, d'autres bases de données établissent Synerga en tant que genre à part entière (notamment BioLib et uBio) quand cette espèce reste toujours classée dans le genre Chrysolina. 

## Sous-espèces
- Chrysolina coerulans coerulans (L.G. Scriba, 1791)
- Chrysolina coerulans splendorifera Motschulky, 1860